# Innere Stadt (Graz)
Innere Stadt est un arrondissement de la ville de Graz en Styrie, le centre-ville, où se situe la Hauptplatz (Grand-Place) avec le Rathaus (Hôtel de Ville). Il avait 3 505 habitants au 1er janvier 2021 pour une superficie de 1,16 km2. En 1999, la vieille ville a été reconnue comme site du Patrimoine Mondial de l'UNESCO.
Au centre de cette place triangulaire trône la fontaine de l'archiduc Jean. C'est également dans cet arrondissement que se trouve le symbole de la cité, la tour de l'horloge de Graz (Uhrturm), dominant Graz depuis son promontoire du Schloßberg. La plus belle et la plus fréquentée des rues commerçantes de Graz, la Herrengasse, traverse le quartier. 
On y trouve aussi le Landhaus, siège du Parlement régional du Land de Styrie, et le Next Liberty, théâtre pour enfants.
L'arrondissement est caractérisé par l'étendue de sa zone piétonne et c'est ici qu'arrivent ou transitent toutes les lignes de tramway ou de bus (essentiellement sur l'axe Jakominiplatz-Hauptplatz).